# Acrotrichis parva
Acrotrichis parva är en skalbaggsart som beskrevs av Rosskothen 1935. Acrotrichis parva ingår i släktet Acrotrichis, och familjen fjädervingar. Arten är reproducerande i Sverige.